# Lijst van nummer 1-hits in Italië in 2008
Deze hits stonden in 2008 op nummer 1 in de FIMI Single Top 20, de bekendste hitlijst in Italië.
| Datum        | Artiest                   | Titel                     |
| ------------ | ------------------------- | ------------------------- |
| 3 januari    | Ligabue                   | Niente paura              |
| 10 januari   | Elvis Presley             | Baby let's play house     |
| 17 januari   | Elvis Presley             | Baby let's play house     |
| 24 januari   | Elvis Presley             | Baby let's play house     |
| 31 januari   | Elvis Presley             | Baby let's play house     |
| 7 februari   | Elvis Presley             | Baby let's play house     |
| 14 februari  | Timbaland & OneRepublic   | Apologize                 |
| 21 februari  | Elvis Presley             | Baby let's play house     |
| 28 februari  | Timbaland & OneRepublic   | Apologize                 |
| 6 maart      | Cinema 2                  | Estupido                  |
| 13 maart     | Giò di Tonno & Lola Ponce | Colpo di fulmine          |
| 20 maart     | Vasco Rossi               | Il mondo che vorrei       |
| 27 maart     | Vasco Rossi               | Il mondo che vorrei       |
| 3 april      | Vasco Rossi               | Il mondo che vorrei       |
| 10 april     | Madonna & Justin          | 4 Minutes                 |
| 17 april     | Jovanotti                 | A te                      |
| 24 april     | Jovanotti                 | A te                      |
| 1 mei        | Jovanotti                 | A te                      |
| 8 mei        | Jovanotti                 | A te                      |
| 15 mei       | Jovanotti                 | A te                      |
| 22 mei       | Jovanotti                 | A te                      |
| 29 mei       | Jovanotti                 | A te                      |
| 5 juni       | Jovanotti                 | A te                      |
| 12 juni      | Giusy Ferreri             | Non ti scordar mai di me  |
| 19 juni      | Novecento                 | Cry...                    |
| 26 juni      | Novecento                 | Cry...                    |
| 3 juli       | Michael Bublé             | Everything                |
| 10 juli      | Giusy Ferreri             | Non ti scordar mai di me  |
| 17 juli      | Giusy Ferreri             | Non ti scordar mai di me  |
| 24 juli      | Giusy Ferreri             | Non ti scordar mai di me  |
| 31 juli      | Giusy Ferreri             | Non ti scordar mai di me  |
| 7 augustus   | Giusy Ferreri             | Non ti scordar mai di me  |
| 14 augustus  | Giusy Ferreri             | Non ti scordar mai di me  |
| 21 augustus  | Giusy Ferreri             | Non ti scordar mai di me  |
| 28 augustus  | Giusy Ferreri             | Non ti scordar mai di me  |
| 4 september  | Giusy Ferreri             | Non ti scordar mai di me  |
| 11 september | Giusy Ferreri             | Non ti scordar mai di me  |
| 18 september | Giusy Ferreri             | Non ti scordar mai di me  |
| 25 september | Katy Perry                | I kissed a girl           |
| 2 oktober    | Katy Perry                | I kissed a girl           |
| 9 oktober    | Katy Perry                | I kissed a girl           |
| 16 oktober   | Tiziano Ferro             | Alla mia età              |
| 23 oktober   | Giusy Ferreri             | Novembre                  |
| 30 oktober   | Giusy Ferreri             | Novembre                  |
| 6 november   | Giusy Ferreri             | Novembre                  |
| 13 november  | Giusy Ferreri             | Novembre                  |
| 20 november  | Giusy Ferreri             | Novembre                  |
| 27 november  | Giusy Ferreri             | Novembre                  |
| 4 december   | Giusy Ferreri             | Novembre                  |
| 11 december  | Luca Butera               | Wow! (Una star così vera) |
| 18 december  | Giusy Ferreri             | Novembre                  |
| 25 december  | Giusy Ferreri             | Novembre                  |